# TKS

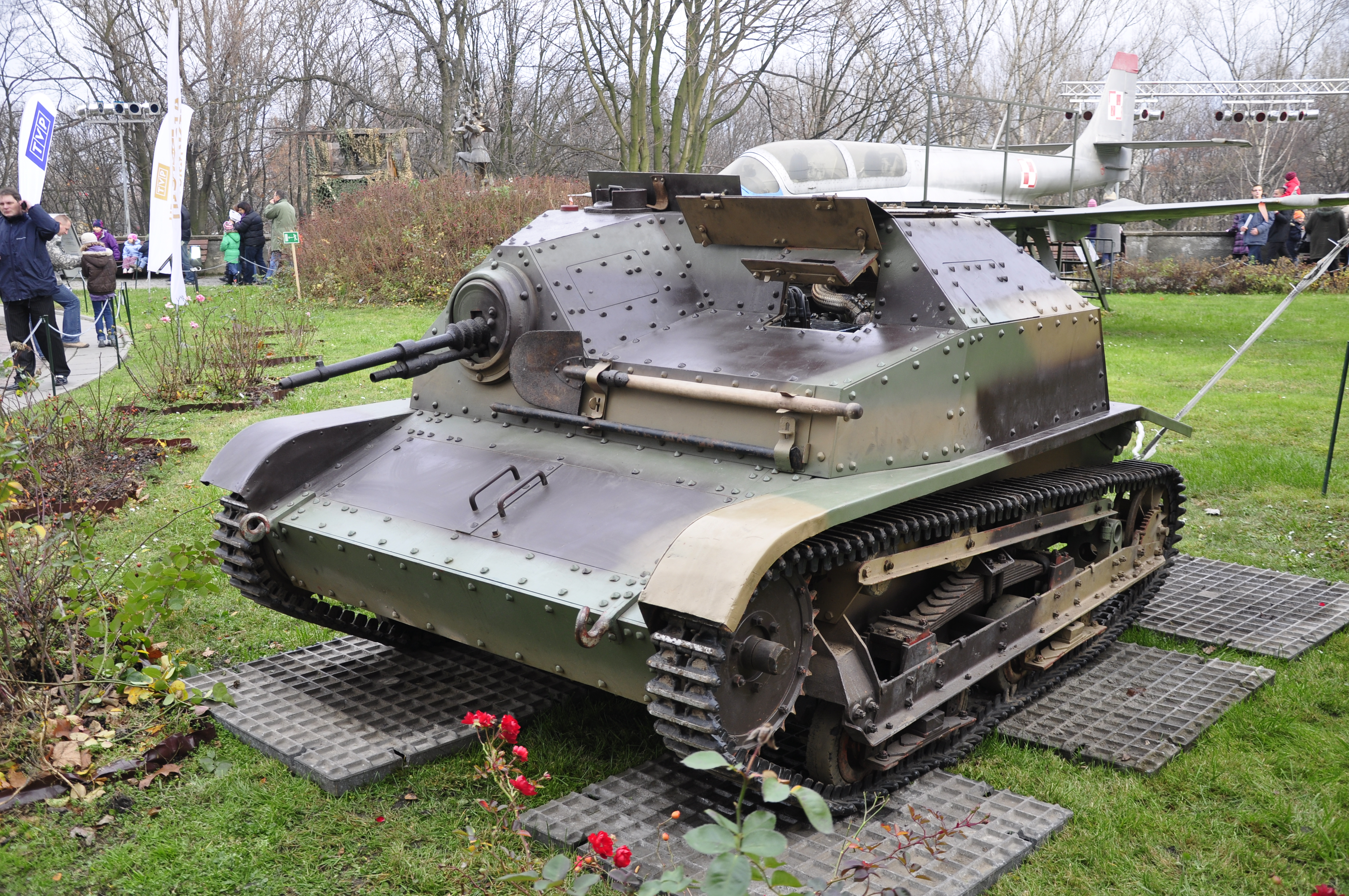
Een TKS-tankette in het Pools legermuseum

De TK (TK-3) en TKS waren Poolse tankettes die werden gebruikt tijdens de Tweede Wereldoorlog. Het ontwerp was gebaseerd op de Britse Carden Loyd tankette.

## Series
- TK (TK-3) - vanaf 1931 gebouwd,met een Ford-A-motor
- TKF - TK-tankette vanaf 1933 gebouwd met 46 pk (34 kW) Polski Fiat-motor en de nieuwe (TKS-type)-ophanging, ongeveer 18 gebouwd
- TKS - verbeterd model van 1933, ongeveer 260 gebouwd (nieuwe romp, ophanging, Polski Fiat-motor)
- TKS met Nkm wz.38 FK (20mm-kanon) - ongeveer 24 tankettes uitgerust met 20mm-kanon in 1939
- C2P - ongepantserd licht artillerievoertuig, ongeveer 200 van gebouwd